# Menedemo (general)
Menedemo (en griego antiguo: Μενέδημος) fue un general de Alejandro Magno, que fue enviado en 329 a. C . contra Espitamenes, sátrapa de Sogdiana, pero fue sorprendido y asesinado, junto con 2000 infantes y 300 caballeros.